# Сазонець Ігор Леонідович
Сазонець Ігор Леонідович (21 липня 1962) — український учений-економіст. Доктор економічних наук, професор.Завідувач кафедри державного управління, документознавства та інформаційної діяльності Національного університету водного господарства та природокористування (НУВГП) м. Рівне. Академік академії економічних наук України, голова Дніпропетровського регіонального відділення Всеукраїнської організації «асоціація економістів-міжнародників».

## Біографія
Народився 21.07.1962 р. У м. Дніпропетровськ. У 1979 р. закінчив середню школу № 29 Індустріального району м. Дніпропетровськ. За 1980 по 1985 рік навчався на економічному факультеті Дніпропетровського національного університету імені Олеся Гончара за спеціальністю “Економіка праці”. Після закінчення університету з 1985 по 1991 рік працював в науково-дослідних підрозділах Дніпропетровського національного університету імені Олеся Гончара економічного спрямування на посадах інженера, молодшого наукового співробітника, наукового співробітника. У цей же час, будучі здобувачем кафедри управління, підготував під керівництвом проф. Чередниченко М.О. кандидатську дисертацію за темою “Управління стабільністю виробничих колективів як фактор підвищення якості продукції”, яку захистив у 1992 році в Інституті економіки промисловості НАН України. З 1991 по 1997 рік працював на практичній роботі у виробничо-фінансовій сфері. Був помічником Генерального директора ВАТ “Дніпроважмаш” , начальником відділу цінних паперів та заступником директора Дніпропетровської філії АКБ “Правекс-банк” .
З 1997 року призначається помічником ректора Дніпропетровського університету імені Альфреда Нобеля  [Архівовано 28 жовтня 2012 у Wayback Machine.]. В цьому навчальному закладі він працював на посадах доцента кафедри фінансів та банківської справи, завідувачем кафедри міжнародної економіки, деканом фінансово-економічного факультету. Одночасно, у 1997 році, прикріпився для підготовки докторської дисертації здобувачем відділу проблем регіональної економіки Інституту економіки промисловості НАН України. В 1999 році при науковому консультуванні проф. Поклонського Ф.Ю. захищає дисертацію на здобуття наукового ступеня доктора економічних наук за темою "Організаційно-економічний механізм функціонування акціонерних товариств".
З 2002 року проф. Сазонець І.Л. працює в Дніпропетровському національному університеті імені олеся Гончара завідувачем кафедри економіки народного господарства (з 2004 року кафедра економіки та маркетингу), завідувачем кафедри міжнародного менеджменту. На теперішній час є деканом факультету міжнародної економіки, професором кафедри міжнародної економіки та світових фінансів фінансів .

## Монографії
Список наукових праць Сазонця І.Л. містить в собі понад 200 найменувань різного рівня наукових доробок: 
- Особенности механизма функционирования акционерных обществ», Донецк, 1997г.
- «Инвестиционная стратегия корпораций и институциональных инвесторов», Дніпропетровск, 2003р.
- «Міжнародна інвестиційна діяльність», Київ 2003 р.
- «Міжнародна інвестиційна діяльність (з основами технічного аналізу)», Запоріжжя 2004 р.
- «Управління місцевими фінансами», Київ 2005 р.
- «Міжнародні фінансові інвестиції», Дніпропетровськ 2006 р.;
- «Розміщення продуктивних сил», Київ 2006 р.
- «Національна система іпотечного кредитування», Суми 2006р.
- «Зовнішньоекономічна діяльність України», Дніпропетровськ 2007 р.
- «Міжнародна інвестиційна діяльність», Київ 2007р.
- «Інвестування: міжнародний аспект», Київ 2008 р.
- «Корпоративне управління: світовий досвід та механізми залучення інвестицій» Київ, 2008 р.
- «Корпоративне управління», Донецьк 2009 р.
- «Економічна політика ТНК», Донецьк 2009 р.
- «Фінансовий механізм пенсійної системи України в умовах трансформації світової економіки», Дніпропетровськ 2009р.
- «Сутність та основні концепції діяльності ТНК в умовах глобалізації», Донецьк, 2009р.
- «Світова економіка і міжнародні відносини: понятійно-термінологічний словник» Донецьк, 2010 р.
- «Інвестування», Київ 2010р.
- «Менеджмент зовнішньоекономічної діяльності», Донецьк, 2011 р.
- «Теорія транснаціоналізації світової економіки», Донецьк, 2011р.
- «Інновації: проблеми науки та практики», Харків, 2011р.
- «Современный Азербайджан: геоэкономическое сотрудничество с Украиной», Донецк, 2011p.

## Наукова діяльність
Довгий час він запрошувався експертом конкурсної комісії Представництва фонду держмайна України (м. Дніпропетровськ), плідно співпрацює з благодійним Фондом вчених, Дніпропетровським відділенням Всеукраїнської асоціації пенсіонерів. Є експертом з питань євроінтеграції та очолює Дніпропетровське регіональне відділення Всеукраїнської асоціації економістів — міжнародників. Активно працює Сазонець І.Л. за міжнародними програмами. Він брав активну участь у підготовці міжнародної програми «Відкритий мережевий університет СНД» (Москва, РУДН), учасником якої є Дніпропетровський національний університет імені Олеся Гончара за спеціальностями «Міжнародна економіка» та «Менеджмент» та є одним з організаторів плідної співпраці в межах програми між Дніпропетровським національним університетом та Університетом прикладних наук м. Міттвайда (Німеччина). Брав участь у підготовці фахівців у філіалі Дніпропетровського національного університету імені Олеся Гончара в м. Баку, в якому він працював головою державної екзаменаційної комісії за спеціальностями «Міжнародна економіка» та «Міжнародні економічні відносини». З 2004 р. працював у складі спеціалізованої вченої ради Д 08.051.03 при Дніпропетровському національному університеті за спеціальністю 08.03.02 — «Економіко-математичне моделювання», а на теперішній час за спеціальністю 08.00.02 — Світове господарство і міжнародні економічні відносини. З 2010 по 2012 рр. брав участь у складі спеціалізованої вченої ради К 08.085.04 при ДВНЗ «Придніпровська академія будівництва та архітектури» за спеціальністю 08.00.04 — економіка та управління підприємствами. Під керівництвом Сазонця І.Л. захищено 2 докторські дисертації: 
- Мешко Н. П. — 08.00.02 — Світове господарство і міжнародні економічні відносини ;
- Вехоглядова Н.І. — 08.00.03 — Економіка та управління національним господарством .

Також під керівництвом професора Сазонця І.Г. захищено 14 кандидатських дисертацій: 
- Джусов О. А. — 08.00.01 — Економічна теорія та економічна історія;
- Ткач В. О., Вдовиченко Ю. В., Халатур С. М. — 08.00.02 — Світове господарство і міжнародні економічні відносини;
- Македон В. В., Камушков О. — 08.00.03 — Економіка та управління національним господарством;
- Гринько Т.В., Осадча Н.В.[недоступне посилання з липня 2019], Сокуренко П.І. — 08.06.01 — Економіка, та управління підприємствами;
- Криворучко О. В., Бобир О.І., Тимошенко О. В., Головко С.І. — 08.04.00 — Фінанси, грошовий обіг та кредит;
- Березіна О.Л. — 08.09.01 — Демографія, економіка праці та соціальна політика.